# Габриеле ди Салуццо
Габриэле дель Васто (итал. Gabriele del Vasto, Gabriele di Saluzzo; 26 сентября 1501, Салуццо — 29 июля 1548, там же) — епископ Эра в 1530—1538 годах, последний маркграф Салуццо (с 1537 года), представитель династии дель Васто.

## Биография
Младший сын Людовико II ди Салуццо и Маргариты де Фуа-Кандаль.
Как и братья, воспитывался при французском дворе. С детства предназначался для духовной карьеры, 9 марта 1530 года назначен епископом Эр-сюр-л’Адура в Гаскони.
После того, как его брат Франческо перешёл на сторону Савойи, 21 июля 1537 года принёс оммаж королю Франции в качестве маркграфа Салуццо. Сложил духовный сан 6 февраля 1538 года.
Женился на Мари Мадлен д’Анбо, виконтессе де Понт-Одмер, дочери маршала Клода д’Анбо.
Детей у них не было, и после смерти маркиза Салуццо аннексировал французский король Генрих II.
В 1588 году маркграфство занял герцог Савойи. Согласно Лионскому договору от 17 января 1601 года оно оставлено за ним в обмен на уступку французам Бресса, Бюжэ и Жекса.